# Elezioni presidenziali nelle Maldive del 2018
Le elezioni presidenziali nelle Maldive del 2018 si tennero il 23 settembre.

## Risultati
| Candidati             | Partiti                            | Voti    | %     |
| --------------------- | ---------------------------------- | ------- | ----- |
| Ibrahim Mohamed Solih | Partito Democratico Maldiviano     | 134 705 | 58,38 |
| Abdulla Yameen        | Partito Progressista delle Maldive | 96 052  | 41,62 |
| Totale                | Totale                             | 230 757 | 100   |